# Johnny Leoni
Johnny Leoni (Sion, 1984. június 30. –) svájci válogatott labdarúgókapus.
A svájci válogatott tagjaként részt vett a 2010-es világbajnokságon.

## Sikerei, díjai
FC Zürich
- Svájci bajnok (3): 2005–06, 2006–07, 2008–09
- Svájci kupagyőztes (1): 2005

Omónia
- Ciprusi szuperkupagyőztes (1): 2012